# Edificio Gran Kursaal de San Sebastián
El edificio Gran  Kursaal , también denominaddo Gran Kursaal Marítimo, de San Sebastián (España) se inauguró el 29 de julio de 1922  y fue una de las grandes obras de la ciudad durante el primer cuarto de siglo.
Su imagen se configuró como una de las mejores estampas de la ciudad lúdica y cosmopolita que representó a la San Sebastián de la Belle Epoque.
Tres años más tarde, en la medianoche del 31 de octubre de 1924, se decretó la prohibición del juego en plena dictadura de Primo de Rivera y el casino cerró sus puertas.
El Gran Kursaal, prohibido el juego, se resignó a ser sede provisional de actividades diversas como  obras de teatro y cine, exposiciones o actos políticos  a los que acudían las  autoridades de la época como el rey Alfonso XIII, la reina María Cristina  o Francisco Franco, hasta que en 1972, la sociedad propietaria acordó su derribo que se produjo un año más tarde.

## Historia
En 1911 se constituyó una sociedad que obtuvo la concesión de los terrenos ganados al mar, en la desembocadura del Urumea, conpormetiendose a realizar las neesarioas obras de encauzamiento del río y la cosa, la construcción del Gran Kursal, y un puente sobre el río. En 1915 se convocó un concurso internacional que tenía como objetivo el diseño de un nuevo casino para la ciudad de San Sebastián en el ensanche Zurriola.
El francés M. Auguste Bluysen fue el vencedor; sin embargo, no fue ese el proyecto que se construyó, pues cuatro años más tarde, la propiedad decide construir un gran teatro en el ángulo del edificio, y el proyecto es modificado por completo. El nuevo proyecto, realizado por Víctor Eusa y Saturnino Ulargui,  fue aprobado por el Ayuntamiento en marzo de 1921, y en junio de ese mismo año se innaugura el puente y el edificio del Gran Kursaal. La inauguración del magnífico edificio contó con la presencia de la reina regente María Cristina. El Gran Kursaal iba a completar la intensa oferta lúdica y social que lucía la ciudad.
La construcción del gran Kursaal pretendía afianzar a la ciudad dentro de los selectos destinos vacacionales, por lo que se le dotó de un programa muy completo. Las lujosas salas se decoraron con esmero, destacando entre los diversos espacios el casino, el teatro y el salón de banquetes. La actividad desde sus inicios fue frenética, realizándose numerosas fiestas y eventos.

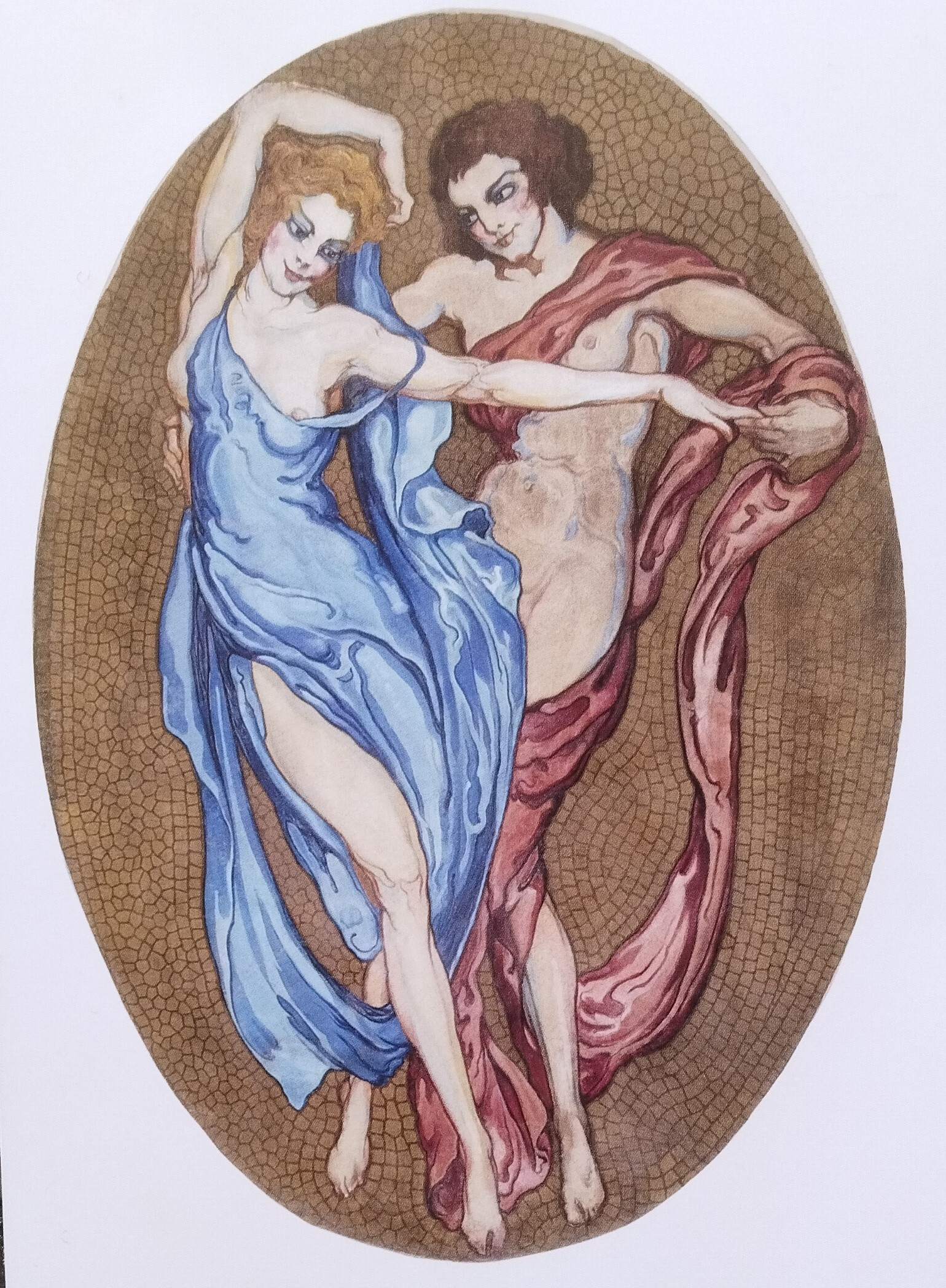
Pintura mural en el Hall del Gran Casino Kursaal

San Sebastián era uno de los destinos veraniegos ideales de la monarquía, la nobleza y la alta burguesía españolas. La capital guipuzcoana, además, gozó de ciertos privilegios y tolerancias con respecto a la práctica del juego, lo que hizo su elección más atractiva y la posicionó en la misma línea de los grandes destinos costeros, como Biarritz.
 

La actividad desde sus inicios fue frenética, realizándose numerosas fiestas y eventos, sin embargo, la prohibición del juego  en 1924, frustró todas estas expectativas. Su historia fue languideciendo convirtiéndose en centro cultural, sala de cine, o centro de actos políticos entre otras actividades hasta su derribo en 1973.

## Descripción arquitectónica
La edificación  del Gran Kursaal, junto a la construcción del puente aledaño sobre el río Urumea, modificó la fisonomía de esa zona de la ciudad.
El Gran Kursaal contaba con un hall central de 32,30 metros de longitud y 18,70 metros de anchura, con escaleras de mármol. Incorporaba un casino de juego, un restaurante, sala de cine y diversas salas complementarias, así como un teatro con capacidad para 859 espectadores y con un techo en el que lucía una pintura al óleo de Vila Prades.
En 1990 el Ayuntamiento de San Sebastián  decidió ubicar en el solar del antiguo Kursaal  el auditorio y centro de congresos de la ciudad.